# Histoire du royaume des Deux-Siciles en 1848
L’histoire du royaume des Deux-Siciles en 1848 traite les événements impliquant le règne de Ferdinand II depuis la révolution sicilienne qui commence par l'insurrection de Palerme le 12 janvier, se poursuit avec la participation marginale dans la première guerre d'indépendance italienne, la concession et la répression qui s'ensuit des libertés constitutionnelles, l'invasion de la Sicile et enfin l'invasion ratée de la République romaine.

## Révolution et guerre

### Émeutes révolutionnaires et constitution
La révolution débute le 12 janvier 1848, quand Palerme s'insurge pour la seconde fois en trente ans contre les Bourbons du royaume des Deux-Siciles. Les troupes royales se trouvent alors réduites à la seule citadelle de Messine.
Le 27 janvier, les événements de Palerme provoquent une insurrection constitutionnelle analogue à Naples, qui contraint, deux jours après, Ferdinand II à promettre une constitution qui est promulguée le 11 février.

### La première guerre d'indépendance
Avec les cinq journées de Milan du 18 au 23 mars 1848, la première guerre d'indépendance italienne commence. Elle prend fin le 9 août, au détriment du royaume de Sardaigne avec la signature de l'armistice Salasco.
La guerre implique, en plus de l'armée piémontaise, les armées du grand-duché de Toscane et des États pontificaux malgré la résistance de pape Pie IX.

## La sortie du conflit du royaume des Deux-Siciles

### Le coup d'état à Naples
Ses armées auraient dû être rejointes par une importante force expéditionnaire de royaume des Deux-Siciles (environ 16 000 hommes) qui partent effectivement de Naples, mais, arrivée au Pô et alors qu'elle s'apprête à entrer dans la Vénétie, elle reçoit l'ordre de Ferdinand II des Deux-Siciles de revenir à Naples. Le général Guglielmo Pepe, en vieux patriote, refuse l'ordre et avec l'artillerie et le génie, il rejoint Venise, où il reçoit le commandement suprême des troupes et participe au long siège de la ville.
Pepe ne peut soutenir Giovanni Durando, commandant en chef de l'expédition des États pontificaux car, le 29 avril, Pie IX, au cours d'une allocution au consistoire condamne la guerre.  Cela conduit Ferdinand II de Bourbon à changer d'option : le 15 mai, il dissout le Parlement et la garde nationale, il nomme un nouveau gouvernement et proclame l'état de siège.  Ceci s'accompagne d'une féroce répression à Naples qui fait environ 500 morts, parmi les victimes Luigi La Vista, jeune écrivain fusillé à l'âge de vingt ans.

### Conséquences de la volte-face
La soudaine volte-face décide du sort de la guerre (comme le dit, par exemple,  Pieri), car l'armée pontificale de Durando n'est pas en mesure, seule, d'empêcher la jonction du corps d'armée autrichien de  Nugent, avec le gros des troupes de  Radetzky à Vérone. Il est attaqué à deux reprises à Vicence : La première fois il repousse Nugent lors des cinq journées de Vicence, mais la seconde fois, il ne peut rien contre l'armée autrichienne entière composée d'environ 40 000 hommes, commandée par d'Aspre lors de la  bataille du 10 juin. En conséquence, la ville de la Vénétie qui avait été libérée, tombe. Seule la ville-forteresse de Venise résiste et Durando se retire du conflit.

### Raisons de la volte-face
Ferdinand II aligne ainsi sa politique étrangère sur celle de son allié traditionnel, l'Autriche. La politique réactionnaire de cette dernière répond à la culture absolutiste du monarque. Par ailleurs, Vienne a, en trente-trois ans, déjà réalisé deux expéditions militaires pour réinstaller les Bourbons sur le trône de Naples : en 1815, l'Autrichien Federico Bianchi (son père est natif de Côme)  défait Joachim Murat lors de la  bataille de Tolentino et de nouveau en 1821 l'Autrichien Johann Maria Philipp Frimont défait le général Guglielmo Pepe lors de la bataille de Rieti et  Antrodoco. Deux invasions militaires qui ont conduit à la défaite des armées entièrement napolitaines.
À ceci, s'ajoute une aversion à l'ambition des dirigeants des autres maisons d'Italie. Une éventuelle réduction de la  Lombardie-Vénétie aurait inévitablement conduit à un élargissement du royaume de Sardaigne de Charles-Albert lequel se démène déjà, avec le consentement de la population, pour l'annexion du petit duché de Parme aux mains, aussi, de Bourbons. Le 12 mai, le plébiscite pour l'union de la Lombardie au royaume de Sardaigne qui se conclut triomphalement le 8 juin est annoncé.
Même en Sicile, le gouvernement révolutionnaire relance l'ancien royaume et envoie une délégation à Turin pour offrir la couronne à un prince de Savoie bien que Charles-Albert n'ait pas donné le moindre signe d'approbation. Ferdinand II peut finalement se consacrer à la répression de la  révolution sicilienne.

## Le début de la reconquête de la Sicile

### Seconde tentative constitutionnelle
Afin de reprendre les choses en main par la voie constitutionnelle, le 14 juin,  Ferdinand II abroge l'état de siège et des élections générales sont réalisées le 15 juin. Les résultats sont à l'opposé des ceux attendus :  presque tous les députés du parlement dissout, et en majorité favorable à la guerre contre l'Autriche, sont réélus.

Le 10 juillet, dès sa première session, une insurmontable divergence sur la priorité de la politique nationale se manifeste : Ferdinand souhaite uniquement réprimer l'insurrection sicilienne, le parlement répond que « notre politique de régénération ne peut être parfaite sans l'indépendance et la reconstruction de l'entière nationalité italienne ».

### Le débarquement en Sicile
Ferdinand II ordonne malgré tout la reconquête de la Sicile et envoie le lieutenant-général Carlo Filangieri, avec 14 000 hommes, une importante artillerie et la flotte à Messine, où les troupes royales de Pronio tiennent toujours la citadelle qui dispose d'une artillerie qui pointe sur la ville. L'expédition quitte Reggio le 3 septembre. Après avoir débarquée, le 6 septembre, elle est commandée par le général Lanza et Nunziante.

### Assaut et saccage de Messine
Messine est prise le 7 septembre après l'ouverture de brèche dans les murs de la ville.  La ville forte ne s'étant pas rendue, comme il est d'usage, les troupes victorieuse se lancent dans un féroce saccage qui dure plus de huit heures.  Ferdinand II y gagne le surnom de re bomba (roi bombe) en raison du bombardement de la ville.  

Le 9 septembre, la forteresse de Milazzo est occupée et le 11 septembre, une trêve est imposée par la France représentée par l'amiral Baudin et par le Royaume-Uni, qui a de forts intérêts dans l'île, représenté par l'escadre de l'amiral Parker.

## L'achèvement de la conquête de la Sicile (1849)

### Troisième et dernière tentative constitutionnelle
Dans le même temps, dès le 5 septembre 1848, Ferdinand II repousse la réouverture de la chambre au 30 novembre puis au 1er février 1849 après que les élections. Cette date a été étendue au 1er février 1849, après  que les élections complémentaires du 13 novembre ont vu augmenter les votes pour l'opposition libérale.
À peine rouverte, la chambre vote un projet d'orientation où elle se lamente de la continuelle violence politique contre l'opposition et revendique les pouvoirs concernant le financement de la guerre en Sicile ce qui aurait entraîné la coupure des crédits pour la guerre. Après quoi, le 2 mars, Ferdinand II dissout une seconde et dernière fois les chambres.

### Reprise de l'avancée
Entretemps, le 28 février 1849, Ferdinand II adresse une proclamation aux Siciliens, leur promettant un nouveau statut pour l'île ce qui conduit le gouvernement palermitain à mettre fin à l'armistice et le 19 mars les hostilités recommencent. Les quelque six mille Siciliens du général polonais Ludwik Mierosławski (1814-1878) ne peuvent pas grand chose face aux 13 500 soldats de Filangieri : ceux-ci, le 30 mars, reprennent l'offensive et, le 7 avril, conquièrent Catane.

### La reddition de Palerme
Le 14 avril, le parlement palermitain accepte les propositions de Ferdinand II. Le 26 avril, une flotte se présente devant Palerme avec une injonction afin que les rebelles se rendent et le 5 mai, l'armée napolitaine atteint Bagheria. Ferdinand II concède l'armistice et le 14 mai, Filangieri prend possession de Palerme.
Filangieri devient duc de Taormina et gouverneur de la Sicile. Le statut régional n'est plus proposé ainsi que la constitution napolitaine.

### L'exil des chefs de la révolution sicilienne
Quarante-trois responsables s'embarquent pour Gênes. Il s'agit, bien sûr, de l’intelligentsia sicilienne, au cours des années suivantes, beaucoup d'entre eux ( La Masa,  Farina Crispi Amari,  Cordova, Fardella di Torrearsa) partagent la cause du Risorgimento, et onze ans plus tard, ils sont à la base de l'expédition des Mille.

## La tentative d'invasion du Latium
Pendant que Ferdinand II résiste victorieusement à l'opinion publique et au parlement majoritairement libéral et favorable à la guerre conte l'Autriche, dans des conditions identiques, Léopold II de Toscane à Florence et Pie IX à Rome doivent céder. Le 25 novembre 1848, ce dernier se réfugie, dans la forteresse napolitaine de Gaète et Léopold II le rejoint, après avoir fui Florence, le 30 janvier 1849.
Les deux souverains acceptent les offres d'aide de l'Autriche du jeune François-Joseph, de l'Espagne et de la Seconde république française du président nouvellement élu Louis Napoléon. 

Cependant rien ne se passe, jusqu'à la défaite de  Charles-Albert à Novare le 23 mars 1849 qui décide, définitivement, de la suprématie sur la Lombardie et contraint le nouveau roi piémontais, Victor-Emmanuel II de Savoie, de se concentrer sur la situation politique intérieure qui est devenue chaotique. Personne n'est en mesure de s'opposer à l'ingérence étrangère en Italie centrale.

### Proclamation de la république romaine
Le premier à agir est Louis Napoléon, qui le 24 avril fait débarquer à Civitavecchia un corps expéditionnaire emmené par le général Oudinot qui tente de prendre Rome le 30 avril mais est battu. Il se replie à Civitavecchia et demande des renforts.
Ferdinand II a donc l'occasion de réaffirmer son prestige militaire et d'endosser le rôle de « second gendarme d'Italie » en concert avec son grand allié l'Autriche.  La répression de l'opposition  en Sicile et du parlement napolitain est sur le point de se terminer, ce qui permet d'envisager l'opération. Il constitue un corps expéditionnaire de 8 500 hommes, avec 52 canons et la cavalerie aux ordres sur général Winspeare[réf. nécessaire]. Celui-ci est battu par Garibaldi lors de la Palestrina, le 9 mai et il se replie sur Capua et Gaète.
En même temps Radetzky est autorisé à libérer du royaume de Lombardie-Vénétie deux importants corps expéditionnaires envoyés dans le grand-duché de Toscane d'une part et sur Bologne et Ancône de l'autre.

### Les Français assiègent Rome
La fin de la république se décide par un second corps expéditionnaire français fort de plus de 30 000 soldats et de puissants moyens de siège aux ordres d'Oudinot. Il attaque Rome à l'aube du 3 juin.  La résistance dure jusqu'au 1er juillet quand une trêve est acceptée.  Le 2 juillet, l'assemblée constituante de la République romaine approuve la reddition de la ville.
Pie IX rentre dans la ville le 25 novembre, après que l'opposition libérale ait été réprimée.

## Note
- (it) Cet article est partiellement ou en totalité issu de l’article de Wikipédia en italien intitulé « Storia del Regno delle Due Sicilie nel 1848 » (voir la liste des auteurs).